# Margarites pupillus
Margarites pupillus is een slakkensoort uit de familie van de Margaritidae. De wetenschappelijke naam van de soort is voor het eerst geldig gepubliceerd in 1849 door Gould.